# Asíncrit d'Hircània
Asíncrit d'Hircània (en grec antic: Ἀσύγκριτος, que significa «Incomparable») és un dels Setanta deixebles de Jesús de Natzaret que figuren a l'Evangeli de Lluc. Fou bisbe d'Hircània, a l'Àsia. Sant Pau l'esmenta en la seva Carta als Romans.［Rm 16:14］ És venerat com a sant per l'Església Ortodoxa.